# Cratichneumon luteiventris
Cratichneumon luteiventris är en stekelart som först beskrevs av Johann Ludwig Christian Gravenhorst 1820.  Cratichneumon luteiventris ingår i släktet Cratichneumon och familjen brokparasitsteklar. Arten är reproducerande i Sverige. Inga underarter finns listade i Catalogue of Life.